# Etnonim
Etnonim (gr. Έθνος, etnos „lud, naród” i ὄνυμα „nazwa”) – nazwa danego narodu, plemienia, grupy etnicznej, np. Francuzi, Japończycy, Nawahowie.
Wyróżnia się dwa rodzaje etnonimów:
- endoetnonim – nazwa własna używana przez przedstawicieli danego ludu, np. „Inuici”.
- egzoetnonim – nazwa nadana przez przedstawicieli obcej grupy, np. „Eskimosi”.